# Norsk Jernbanemuseum
Norsk Jernbanemuseum er Norges nationale jernbanemuseum. Det er en af verdens ældste jernbanemuseer, der blev etableret i Hamar i 1896. Jernbanemuseet er et offentlig museum drevet af Jernbaneverket og rummer en unik samling fra norsk jernbanehistorie. På museet finder man blandt andet Norges ældste stationsbygning, der oprindeligt blev opført på Kløfta Station i forbindelse med åbningen af Norges første jernbane, Hovedbanen, i 1854. De forskellige remiser og haller rummer en historisk samling af lokomotiver og vogne lige fra de norske jernbaners første tid.

## Samlinger
I museets hovedbygning er der udstillet genstande, modeller og illustrationer fra norsk jernbanehistorie, men der benyttes også moderne formidlingsformer som filmvisning, videospil, animationsfilm, rejseplanlægger og jernbanemusik. Dertil kommer så forskelligt jernbanemateriel.
Overfor hovedbygningen ligger museumsparken, der kun har åbent om sommeren. Her er der udstillet lokomotiver og vogne i både haller og udendørs. Blandt andet er et af Norges største damplokomotiver, Dovregubben, kongelige salonvogne og andet historisk materiel udstillet her. Museumsparken er desuden forsynet med spor, signaler, stationsbygninger, lokomotivremise, åben spisevogn til brug for publikum, Narvesens første aviskiosk og banevogterbolig. Desuden kører det smalsporede veterantog "Tertitten" og minitoget "Knertitten" på museumsområdet i sommersæsonen.
Jernbanemuseet har også et stort jernbanerelateret bibliotek og en rig fotosamling. Biblioteket er et specialbibliotek for norsk jernbanevirksomhed samt kultur. Fotosamlingen omfatter et stort antal billeder fra omkring 1860 og frem til i dag. Samlingen dokumenterer anlæg og drift af jernbanerne i Norge, og billederne er taget af mange forskellige fotografer, både professionelle, jernbanemedarbejdere og privatpersoner.
I midten af 1990'erne blev museet forbundet med Dovrebanen med et sidespor langs med Birkebeinervegen for transport af materiel til og fra museet, efter at Norcems sidespor fra 1959 blev forlænget.